# Gunilla Klosterborg
Gunilla Elisabeth Klosterborg, gift von Seth, född 28 januari 1929 i Lidingö, död 11 juli 2005 på samma ort, var en svensk skådespelare. Hon var dotter till arkitekten Arvid Klosterborg.
Hon är begravd på Lidingö kyrkogård.

## Filmografi
- 1948 – Främmande hamn
- 1949 – Sjösalavår
- 1949 – Fängelse
- 1950 – Motorkavaljerer